# Nightwing (postać fikcyjna)

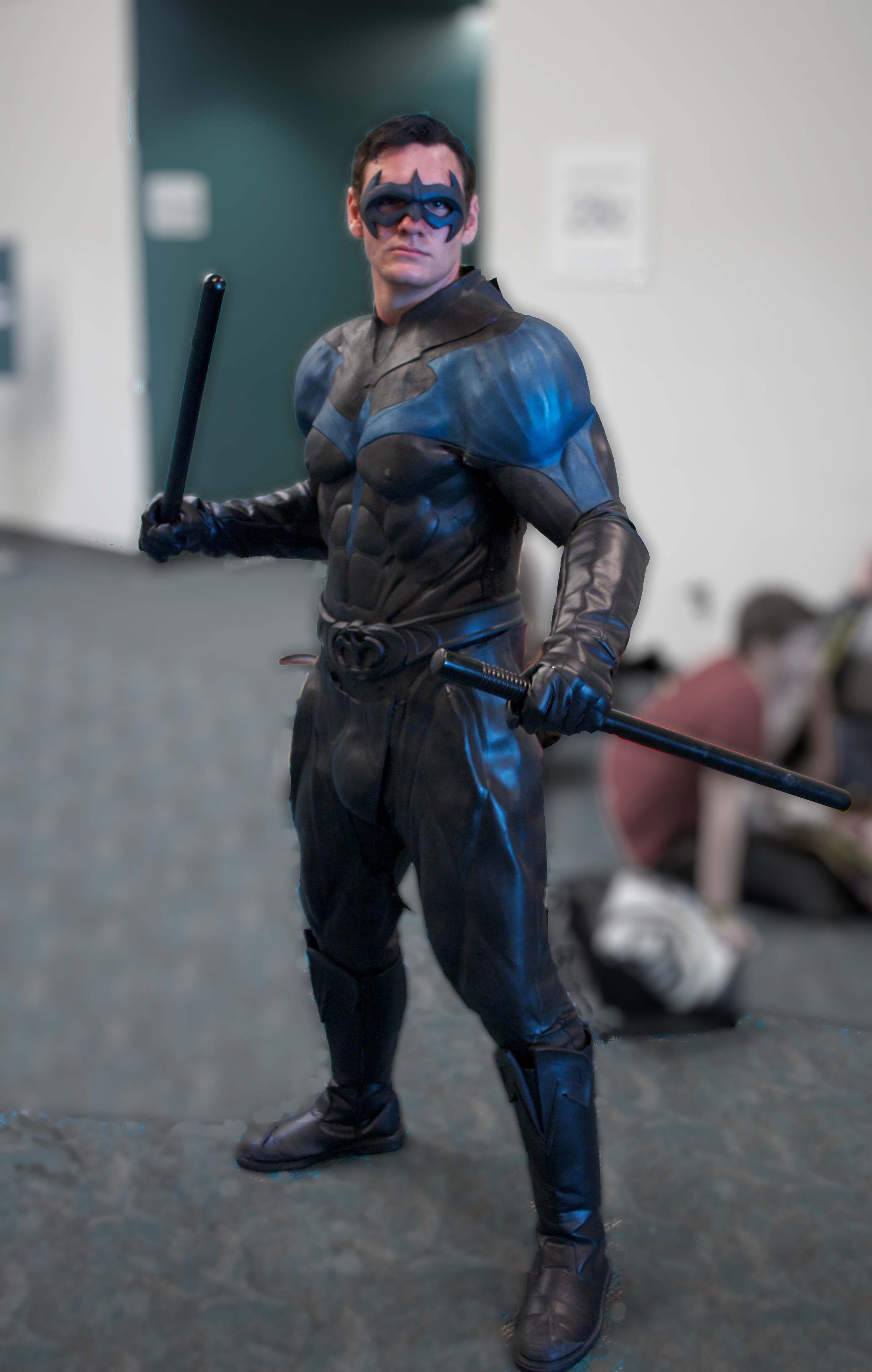
Nightwing (cosplay)

Nightwing – superbohater z uniwersum DC Comics często współpracujący z Batmanem. Oryginalnym Nightwingiem jest Dick Grayson (Robin I), a Jason Todd (Robin II) stał się jego bezwzględną i morderczą wersją. Oryginalna postać Dicka Graysona/Robina została stworzona przez Billa Fingera, Boba Kane’a i Jerry’ego Robinsona, zaś postać Nightwinga przez Marva Wolfmana oraz George’a Pereza.

## Wygląd
Nightwing ubrany jest w czarną, opancerzoną bluzę i spodnie (także opancerzone) oprócz tego czarne rękawice i buty. Na piersiach ma błękitnego ptaka. Wygląd kostiumu zmieniał się na przestrzeni lat, np. ptak był pierwotnie złoty, zaś w wersji New 52 czerwony.

## Osoby w kostiumie

### Van Zee
Pierwszym Nightwingiem był pewien Kryptończyk. Kiedy zrozpaczony Dick (jeszcze Robin) udał się do Supermana po radę ten opowiedział mu pewną przypowieść: dawno temu na Kryptonie pewien człowiek został wygnany przez jego rodzinę – tak jak Dick. Marzył o świecie rządzonym sprawiedliwie więc rozpoczął krucjatę w obronie potrzebujących mieszkańców Kryptona. Jego prawdziwa tożsamość nigdy nie została odkryta. Był znany tylko jako Nightwing. Dick na jego pamiątkę przybrał imię Nightwing.

### Dick Grayson
Dick Grayson od 11 roku życia był związany z superbohaterami. To właśnie on był pierwszym Nightwingiem (ziemskim, ponieważ ogólnie pierwszym Nightwingiem był Kryptończyk). Jako Robin był zależny od Batmana, ale gdy poszedł na studia stał się Nightwingiem. Wyprowadził się do Bludhaven (jego pierwszego terytorium). Czasem współpracował jeszcze z Batmanem, bo nadal należał do Bat-Rodziny. Kiedy w Nowym Jorku pojawił się Jason Todd, który zaproponował Dickowi współpracę (który przeniósł się do Nowego Jorku) pojawiła się jedna z najtrudniejszych, samodzielnych misji Graysona: uratowanie Todda z rąk nieznanego gangstera.

### Jason Todd
Drugim Nightwingiem był Jason Todd. Również były Robin i Red Hood. Pojawił się w Nowym Jorku z nadzieją, że Dick będzie chciał z nim współpracować, aby w Nowym Jorku było dwóch Nightwingów. Nieznany gangster go porwał, a Dick uratował. Todd bardzo szybko zrezygnował z bycia Nightwingiem.

## Powiązania
W chwili obecnej Dick Grayson zwykle działa samodzielnie. Zaczynał karierę jako pomocnik Batmana, tworząc wraz z nim tzw. "dynamiczny duet", potem należał do Teen Titans – był nawet liderem aż do rozwiązania grupy; należał też do grupy Outsiders, ale jego najpopularniejszym powiązaniem jest tzw. Bat-rodzina, obejmująca Batmana i jego współpracowników. W "cywilu" pracował m.in. jako policjant w Blüdhaven.

## Komiksy wydane w Polsce
- występy gościnne w serii Batman (TM-Semic)
- Superman/Batman (Dobry Komiks 2005) 3 zeszyty
- Batman: Hush (Egmont Polska 2005-06) 2 albumy
- Kryzys tożsamości (Egmont Polska 2015)

## Adaptacje w innych mediach

### Filmy kinowe
Postać Dicka Graysona pojawiła się w filmach Batman Forever oraz Batman i Robin. Robina/Nightwinga/Dicka Graysona grał Chris O’Donnell. Mimo że używał pseudonimu "Robin", postać z drugiego filmu faktycznie bardziej przypomina Nightwinga.

### Seriale animowane
- The New Batman Adventures (1997-1999)
- Młodzi Tytani (2003 – 2005)
- Batman: Odważni i bezwzględni (2008 – ...)
- Liga Młodych (2011 – 2013 (w Polsce 2012 – 2014))
- The Batman
- Młodzi Tytani Akcja!
- Batman The animated siries

### Filmy animowane
- Syn Batmana (2014)
- Batman: W cieniu czerwonego kaptura (2010)